# 尾澤直志
尾澤直志（日语：／ Ozawa Tadashi），日本男性動畫師。尾澤設計工作室所屬。在電影片尾字幕有時記載寫成。

## 概要

### 成長時期
尾澤直志成長於北海道標津郡中標津町。移居東京之後，進入東京設計學院學習動畫製作。之後畢業於同校動畫科。

### 作為動畫師
尾澤作為工作人員曾經參與Topcraft製作、宮崎駿導演的《風之谷》，並負責動畫檢查。宮崎駿等人創辦吉卜力工作室後，尾澤也涉足吉卜力工作室的作品。吉卜力工作室的第一部作品《天空之城》，和《風之谷》一樣，他也作為動畫檢查參加。後來吉卜力工作室同時製作宮崎駿的《龍貓》和高勳的《螢火蟲之墓》時，尾澤參與了《螢火蟲之墓》，並負責動畫檢查。
之後，他將工作轉移到MADHOUSE。大約從這個時候起，他不僅開始擔任動畫師，還開始擔任製片人。還擔任Vantan電腦情報學院的講師。
後來，他創立了尾澤設計工作室，開始製作Broccoli的等遊戲。 近年來，他積極寫作，包括在《CGWORLD》上連載文章，出版動畫入門書籍。出版了很多書，尤其是關於人物設計的書。

## 作品列表
有時在電影片尾字幕記載寫成。

### 電影
- 風之谷（1984年，動畫檢查）
- 天空之城（1986年，動畫檢查）
- 螢火蟲之墓（1988年，動畫檢查）
- 機動警察 the Movie（1989年，動畫檢查）
- 劇場版 X（1996年）

### 遊戲
- （2003年）

## 書籍
- （Graphic社（日语：グラフィック社），1999年） ISBN 9784766110708
- （Graphic社，1999年） ISBN 9784766110821
- （Graphic社，1999年） ISBN 9784766110838
- （Graphic社，2000年） ISBN 9784766111866
- （Graphic社，2001年） ISBN 9784766112511
- （Graphic社，2001年） ISBN 9784766112528
- （Graphic社，2002年） ISBN 9784766112542
- （Graphic社，2003年） ISBN 9784766112764
- （Works Corporation（日语：ワークスコーポレーション），2004年） ISBN 9784948759633
- （Works Corporation，2006年） ISBN 9784862670021
- （BNN新社（日语：ビー・エヌ・エヌ），2005年） ISBN 9784861003103
- （BNN新社，2005年） ISBN 9784861003097

## 腳註

## 相關項目
- 人物設計
- 3D電腦圖形
- 吉卜力工作室
- Vantan Group（日语：バンタン）
- MADHOUSE